# Unia Socjalistyczna
Unia Socjalistyczna (arab. الاتحاد الاشتراكي للقوات الشعبية, fr. Union Socialiste des Forces Populaires, USFP) – marokańska partia polityczna o programie socjalistycznym. Została założona w 1975 roku przez rozłamowców z lewicowo-republikańskiej partii Union Nationale des Forces Populaires.
W wyborach w 2002 roku partii udało się uzyskać 50 mandatów (na 325), doszło wtedy do utworzenia trójkoalicji z Partią Niepodległości oraz Partią Postępu i Socjalizmu. W kolejnych wyborach (2007) partia zmniejszyła stan posiadania do 38 posłów, kontynuując jednak koalicję (pod przywództwem premiera Abbasa al-Fasiego). 
W 2011 roku partia zawiązała lewicową koalicję z dwiema mniejszymi partiami (Partia Postępu i Socjalizmu i Front Sił Demokratycznych), tym razem udało się jej zwiększyć stan posiada o jednego posła. Partia weszła także w skład koalicji rządowej.